# Шаловці (Средище-об-Драві)
Шаловці (словен. Šalovci) — поселення в общині Средище-об-Драві, Подравський регіон‎, Словенія.